# Boeing 707 Cóndor
El Boeing 707 Cóndor es una aeronave que poseía la Fuerza Aérea de Chile y que pertenecía al Grupo de Aviación Nº10. Es la readaptación de un Boeing 707 convertido en avión de Alerta temprana y control aerotransportado (EC-707 Cóndor), cuyas modificaciones fueron realizadas por la IAI.

## Desarrollo
IAI (Israel Aircraft Industries), en conjunto con ELTA, ha desarrollado el sistema IAI Phalcon (conocido en Chile como Cóndor), el cual cumple misiones AEW&C (Airborne Early Warning & Command) y que fue adquirido por la Fuerza Aérea de Chile a finales del año 1994. Esta aeronave llegó a Chile en mayo de 1995, teniendo como misión principal el mantener el control aéreo de la zona de combate, con capacidad ELINT (Electronic Inteligence) y COMINT (Communications Intelligence), lo que permite a la Fuerza Aérea captar señales y comunicaciones enemigas para usos estratégicos.
El Cóndor está dotado de un radar, dividido en tres antenas: una en la sección delantera del avión, y dos a cada lado del avión. Estas antenas incluyen la tecnología de Radar de fase activa. Según fuentes internacionales [cita requerida], los radares del Cóndor tendrían un alcance aproximado de 400 km para un objeto del tamaño de un caza. El sistema incluye las estaciones de trabajo a bordo del avión necesarias para controlar los distintos sistemas del mismo y sistemas de Data-Link, con lo que se puede transmitir en tiempo real toda la información a otras estaciones de trabajo ubicadas en el aire, tierra y mar.

## Localización
El sistema Phalcon puede ser instalado en variadas plataformas tales como Boeing 767, Boeing 747, Airbus, C-130 y Boeing 707, tal como lo hizo la Fuerza Aérea de Chile. Actualmente, el Cóndor está retirado y operó en el Grupo de Aviación Nº 10 con asentamiento en el Aeropuerto Internacional Arturo Merino Benítez, junto a aviones como el Lockheed C-130 Hercules, Boeing KC-707 Águila", KC-135, B-737-300 & B-737-500, B-767-300 y Gulfstream IV.